# باذان
باذان پسر ساسان فرماندار ایرانی در دوره ساسانی بر یمن به هنگام دوره آغاز اسلام بود. نام او را گاه باذام هم نوشته‌اند.باذان از سوی خسرو پرویز بر یمن فرمان می‌راند و بر سرزمین‌های حجاز و تهامه نیز سرپرستی داشت. تبار او را به صورت باذان بن ساسان بن بلاش، ابن جاماسب، بن فیروز بن يزدگرد بن بهرام گور پادشاه فارس نوشته‌اند.
او پس از اسلام از سوی پیامبر در همین سمت ابقا شد. وی در سال ۱۰ هجری کشته شد و پسرش (شهر) از سوی پیامبر در همان سمت ابقا گردید.مطابق روایت‌های اسلامی، باذان از سوی خسرو پرویز فرمان گرفت تا گزارشی درباره محمد، پیامبر اسلام به او بدهد. در آن هنگام باذان دو ایرانی به نام‌های بابویه و خُرَّه‌خسرو را به مدینه فرستاد تا محمد را دستگیر کنند. محمد از آمدن همراه آن دو نفر سر باز زد و به آنان کشته‌شدن خسرو پرویز به دست پسرش را گفت. آن دو مرد بازگشتند و این خبر را به باذان رساندند. او تا رخدادن این پیش‌بینی صبر کرد، پس از آن که درست بودن آن ثابت شد، باذان و گروهی از ایرانیان یمن (برخی از اسواران و آزادگان) مسلمان شدند و اینان نخستین گروه ایرانی بودند که به اسلام گرویدند.
هرچند باذان را در زمره صحابه پیامبر ذکر کرده‌اند؛ ولی او چنانکه در روایات اسلامی آمده، مسلمان‌شدن خود را تنها با نامه به محمد اعلام کرد و ملاقات حضوری با وی نداشته‌است.
اغلب مورخان از جمله ابن حجر عسقلانی؛ طبری، ابن هشام، مسعودی، قلقشندی، مجمل التواریخ ، وی را از صحابه دانسته‌اند.نام دو پسر باذان شهر و مهران است. شهر پس از پدر به فرمانروایی یمن رسید.
باذان به فرمان خسروپرویز قرار بود به مدینه برود و محمد را دستگیر کند و پیش خسروپرویز ببرد تا خسروپرویز درباره او تصمیم بگیرد اما این مسئله با قتل خسروپرویز توسط شیرویه و رسیدن این خبر به باذان و مسلمان شدن باذان خاتمه یافت